# Ronald Steckel

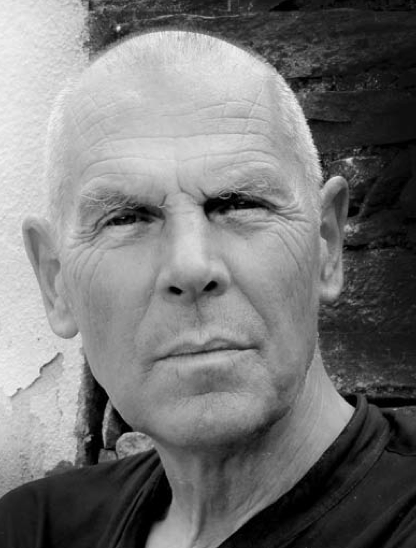
Ronald Steckel (2015)

Ronald Steckel (* 28. März 1945 auf Sylt; † 26. Juni 2024 in Berlin) war ein deutscher Autor, Komponist, Regisseur und Multimediakünstler.

## Leben und Werk
Steckel besuchte ein Gymnasium in Hamburg und studierte Sprachen an der Universität Heidelberg. Von 1966 bis 1968 lebte er in London. Nach der Rückkehr aus England zog Steckel im Herbst 1968 nach West-Berlin und veröffentlichte 1969 in der von Bernward Vesper geführten Edition Voltaire das Handbuch Bewusstseinserweiternde Drogen – eine Aufforderung zur Diskussion, „damals das erste originäre deutsche Drogenbuch der psychedelisierten Neuzeit“.

„Eine weitere Gefahr liegt für viele Menschen in einer Überschätzung der Permanenz der Drogenerfahrungen. Es ist ein Kurzschluss, anzunehmen, dass mystische Erfahrungen unter Einfluss der psychedelischen Drogen und die daraus gewonnenen Einsichten oder Erkenntnisse denjenigen, der die Erfahrung macht, automatisch und dauerhaft auf eine höhere Ebene des Bewusstseins transportieren. Die Drogen können Auslöser für wirkliche Wachstumsprozesse sein – das ist unbestritten und darin liegt ihr großer Nutzen, aber sie können diesen Prozess nicht überflüssig machen oder ersetzen. Denn die unter Drogeneinfluss gewonnenen Erkenntnisse sind Produkte eines chemisch veränderten Funktionszustands unseres Nervensystems und nicht die eines kontinuierlichen Erkenntnisprozesses. Die Anwendung der psychedelischen Erfahrung auf die tägliche Praxis erfordert Anstrengungen in der Arbeit an sich selbst und in der sozialen Umwelt.“

Da die von Steckel vorgeschlagene Diskussion nicht stattfand, sondern das Thema der Psychedelika von den Medien repressiv, verzerrend und abwertend behandelt wurde, zog er sich in den frühen siebziger Jahren aus dem öffentlichen Diskurs um psychoaktive Substanzen zurück und veröffentlichte 1973 den Essay Herz der Wirklichkeit, in dem er der Bewusstseinswandlung des Einzelnen den Hauptimpuls bei der Verwirklichung einer neuen Gesellschaft zusprach. Es kam zu gemeinsamen Arbeiten mit Jonatan Briel, Bernward Vesper, Peter Michael Hamel, Ulrich Gerhardt, Walter Bachauer und Jean Gebser. 1972 heiratete er die Kunsthistorikerin und Kuratorin Hannah Weitemeier; 1974 und 1977 wurden die Kinder Sita und Jonas geboren.
1974 begann Steckel seine Medienarbeit mit einer Reihe von Kurzfilmen für den SFB und produzierte seitdem als freier Autor, Komponist und Regisseur experimentelle Hörstücke, Radio-Features, Theaterstücke und Filme. 1984 realisierte er mit Wolfgang Neuss das Hörstück Die Mauer – die größte Wandzeitung der Welt, in dem in den 23 Mauerjahren an die Berliner Mauer geschriebenen Graffiti zur Sprache gebracht wurden. Mitte der 80er Jahre begann die Theaterarbeit am Schauspielhaus Bochum unter der Intendanz seines Bruders Frank-Patrick Steckel, zunächst als Komponist, dann als Autor und Regisseur eigener Produktionen, die er in den 90er Jahren vor allem am Berliner Hebbel-Theater und am Deutschen Theater realisierte. Als Theaterkomponist arbeitete er unter anderem mit Frank-Patrick Steckel, Claus Peymann, Andrea Breth, Jürgen Gosch, Urs Troller, Niels-Peter Rudolph, Gerhard Bohner, seiner Nichte Jette Steckel und Edith Clever.
Steckels mediale Arbeiten umfassen eine extreme inhaltliche Polarität: viele seiner Audioproduktionen und Theaterarbeiten beziehen sich auf die jüngere deutsche Geschichte, den Holocaust und die Realität des geteilten Deutschland. Auf der anderen Seite realisierte er für die ARD zahlreiche Hörstücke mit Texten aus der Philosophia perennis, unter anderem von Laozi, Zhuangzi, Plotin, Huang Bo, Johannes Tauler, Meister Eckhart, Rumi, Jacob Böhme, Novalis, Kazimir Malevič, Simone Weil und Ramana Maharshi. 1989 gewann sein Hörstück Der Neue Berliner Totentanz den 1. Preis auf der Ars Acustica in Stettin. 1993 brachte Steckel mit Studenten der Hochschule für Schauspielkunst „Ernst Busch“ Berlin, an der er von 1993 bis 2003 als Gastdozent für Schauspiel tätig war, unter dem Titel Epitaph Texte des österreichischen Dichters Heimrad Bäcker im Berliner Hebbel-Theater auf die Bühne; das gleichnamige Hörstück Epitaph wurde 2004 als Hörspiel des Monats ausgezeichnet. Am 10. Mai 1998 inszenierte er auf dem Berliner Bebelplatz eine öffentliche Lesung aus Texten der am 10. Mai 1933 „verbrannten Dichter“, die vom SFB als Live-Hörspiel gesendet wurde.
2005 veröffentlichte er zum 60. Jahrestag der Befreiung des Lagers Auschwitz das Hörstück Auschwitz. Stimmen, eine dreistündige Montage aus den Originaltonaufnahmen des 1. Frankfurter Auschwitz-Prozesses (1961–1963). Im Januar 2007 installierte er Auschwitz. Stimmen als Klanginstallation am Holocaust-Mahnmal in Berlin.
Gemeinsam mit dem Berliner Schauspieler und Filmemacher Max Hopp gründete Steckel 2005 das nootheater als Kooperative für Film-, Theater- und Audio-produktionen. 2008 erschien die nootheater-Filmproduktion Das schöne Licht der Utopie, ein filmischer Essay über Utopie und Gegenwart.
Ein zentrales Kapitel in Steckels Medienarbeiten bezieht sich auf den Görlitzer Mystiker und Visionär Jacob Böhme. 1993 veröffentlichte er zwei Radioproduktionen mit Texten Böhmes, von denen Aurora oder Morgenröte im Aufgang – hommage à Jacob Böhme zwischen 1994 und 2000 in Zusammenarbeit mit dem Kulturamt der Stadt Görlitz als Klanginstallation in der Görlitzer Pfarrkirche St. Peter und Paul zu hören war. In den Jahren 2011 bis 2015 entstand – gefördert von der Internationalen Jacob-Böhme-Gesellschaft – und in Zusammenarbeit mit der Organisation zur Umwandlung des Kinos der Film Morgenröte im Aufgang – hommage à Jacob Böhme, der 2016 mit dem Deutschen FILMGEIST Preis 2016 und dem RosaMars Filmpreis 2016 ausgezeichnet wurde.

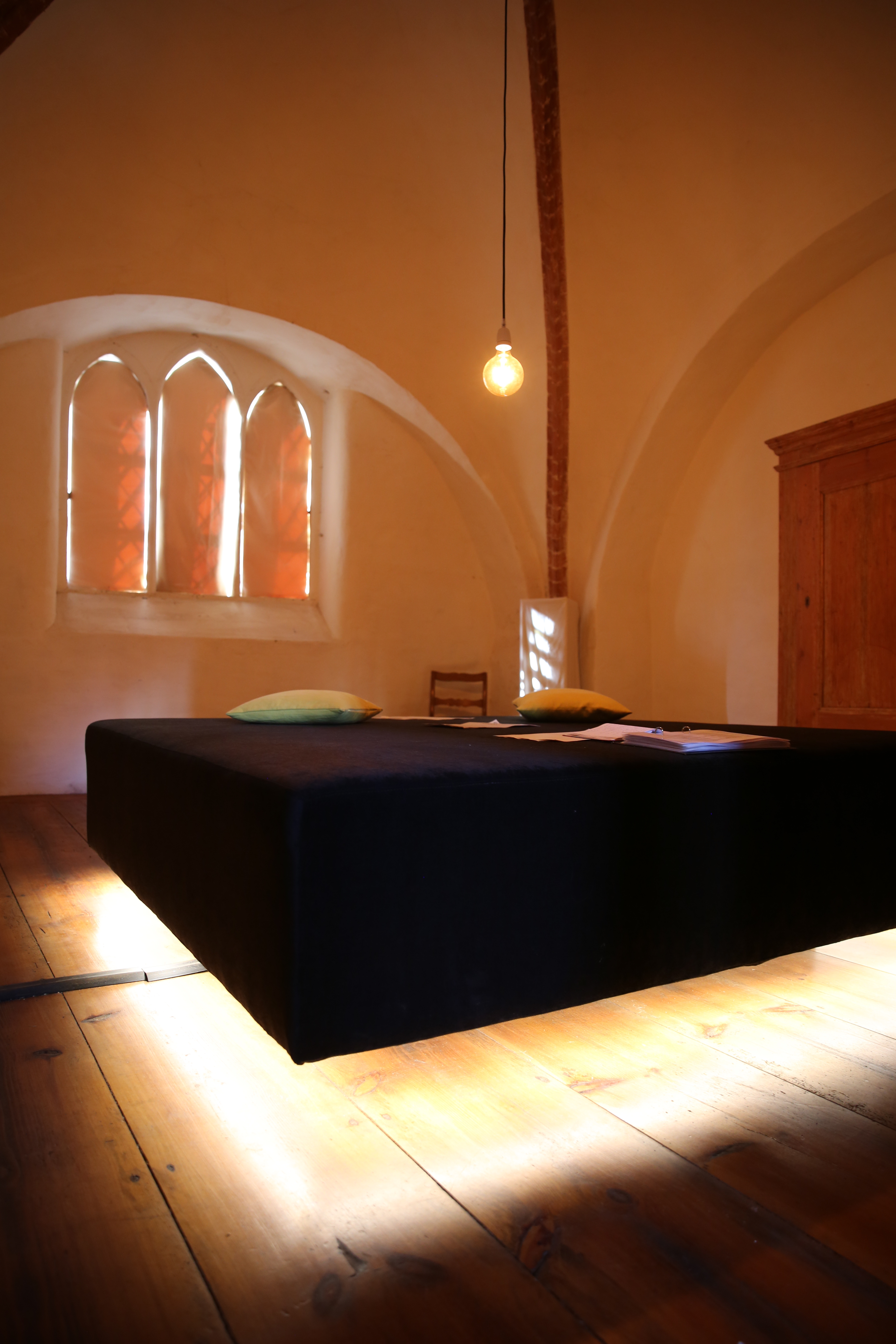
Hörraum in der Sakristei der St.-Marien-Kirche Wittstock

Im Rahmen des kirchlichen Begleitprogramms zur Landesgartenschau Wittstock/Dosse 2019 waren mehrere Stücke Steckels zur Mystik in der Sakristei der Marienkirche in Wittstock als Hörinstallation zu erleben.
Seit Beginn des 3. Jahrtausends nahm Steckel in Vorträgen öffentlich Stellung zu Fragen der Bewusstseinsforschung, der gegenwärtigen Bewusstseinsmutation und der Philosophia perennis.
Steckel starb am 26. Juni 2024 nach kurzer, schwerer Krankheit in seinem Berliner Atelier.

## Theaterstücke
- Es wird Mitternacht gewesen sein (mit Urs Troller), Schauspielhaus Bochum, Spielzeit 1990/91
- Epitaph (nach Texten von Heimrad Bäcker), Hebbel am Ufer Berlin, Spielzeit 1993/94
- Südlich der Panik, Schauspielhaus Bochum, Spielzeit 1994/95
- Schweigende Landschaft – Ein Ritus, Musiktheater, Hebbel-Theater Berlin, Spielzeit 1996/97
- Aus Protest! – der Reichstagsbrandstifter Marinus van der Lubbe, Deutsches Theater Berlin, Spielzeit 2000/2001

## Rundfunk und Filme
- Das schöne Licht der Utopie (deutsch/englisch), nootheater, 2008–2020
- Morgenröte im Aufgang – hommage à Jacob Böhme (Spielfilm), 2015[9]
- Deutschlandfunk: Liebe und Zorn – eine Lange Nacht über den Mystiker und Theosophen Jacob Böhme von Ronald Steckel, 2020[13]

## Hörspiele und Features (Auswahl)

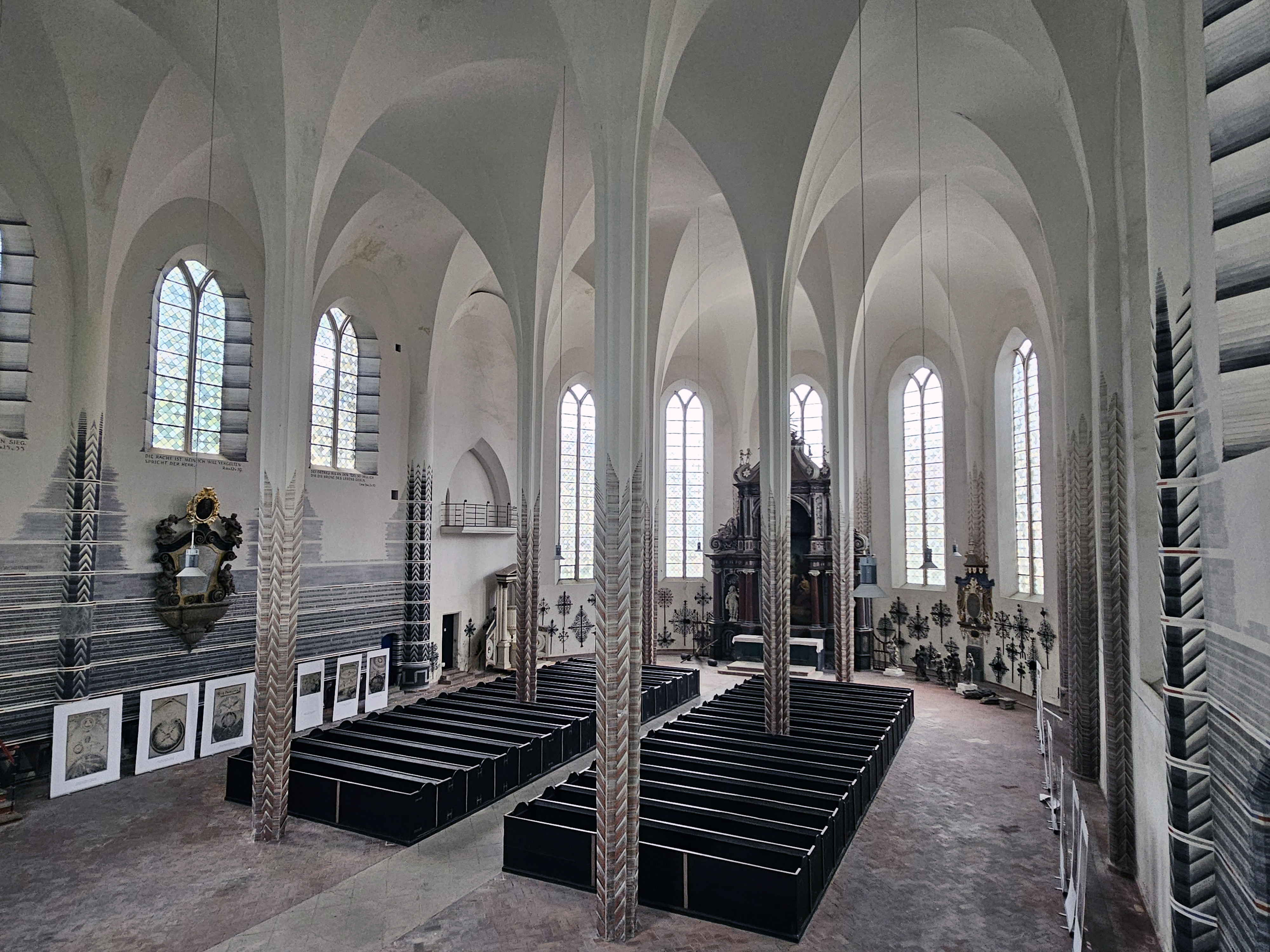
Nikolaikirche Görlitz, Hör-Installation des Jacob-Böhme-Bundes Höre Du blinder Mensch 2024

- 1979: Die Akademie – ein Kunstkopfhörspiel, Regie: Ulrich Gerhardt, Komposition: Peter Michael Hamel (RIAS/BR)
- 1981: Bleib im Licht, Regie: Ulrich Gerhardt (SFB)
- 1981: Das Allergewöhnlichste war mir immer das Allerzweifelhafteste Hörspiel in Kunstkopfstereophonie (SFB)
- 1981: Doppelphantasie, Regie: Ulrich Gerhardt (SFB)
- 1981: Die Sprache ist Delphi – Hommage à Novalis, (SFB)
- 1984: Das Ohrenlicht, Regie: Ulrich Gerhardt, Komposition: Clara Mondshine (SFB)
- 1984: Die Mauer –  die größte Wandzeitung der Welt  – (mit Wolfgang Neuss). Regie: der Autor (SFB)
- 1984: Hoffnung, dieser fade Hering, zusammen mit Fritz Mikesch, Regie: Heinz Hostnig, Komposition: Gerd Bessler (NDR/SFB/SWF)
- 1984: Traumstadt. Ein Versuch über Berlin, Regie: der Autor (SFB)
- 1985: Das Haus spricht zusammen mit Thomas Schulz, Regie: Thomas Schulz (WDR)
- 1986: Das China-Projekt / 38,1 cm pro Sekunde, Regie: Autor und Komponistin, Komposition: Clara Mondshine (SFB/NDR/WDR)
- 1986: Fusion – Eine Audio-Spektral-Analyse des Princeton Plasma Physics Laboratory  (SFB/SDR)
- 1987: Das akustische Tagebuch, Regie: der Autor (SFB)
- 1987: Transit Berlin West, Regie: der Autor (SFB)
- 1988: Das Nibelungen Projekt, Regie der Autor (WDR)
- 1988: Der Neue Berliner Totentanz – Ein  akustisches Palimpsest, Regie: der Autor (SFB/SWF)
- 1988: Eine Sprache ohne Unwahrheit und Behauptung. Ein akustischer Text in drei Sätzen, Komposition und Regie: der Autor (SWF)
- 1989: Epitaph für Jonatan Briel, Regie: der Autor, Komposition: The Atman Project (SFB)
- 1989: Es muß etwas Neues geschaffen werden ... Akustische Marginalien zur Gründung der beiden deutschen Staaten, Regie: der Autor (SFB)
- 1990: 1989. Messe für Massen  – Eine akustische Hommage an  die Europäischen Völker, zusammen mit Jerzy Tuszewski Regie: der Autor (WDR)
- 1990: Schweigende Landschaft, Regie: der Autor (WDR)
- 1990: Silent Landscape (Mitschnitt der Liveperformance in New York), Regie: der Autor (WDR)
- 1992: Aurora oder Morgenröte im Aufgang Hommage à Jacob Böhme (Ein Stück für Stimmen) (SFB/SWF/DRS)
- 1992: De profundis. Ein akustischer Text in 7 Sätzen, Regie: der Autor, Komposition: The Atman Projekt (SWF)
- 1993: Aurora oder Morgenröte im Aufgang – Hommage à Jacob Böhme, Komposition und Regie: der Autor, Heiko Rüsse (SFB/SWF/DRS)
- 1993: Gehen sie langsam zu ihrer Wirbelsäule, Regie: der Autor (SWF)
- 1993: Jacob Böhme (Philosophus Teutonicus) – (SFB)
- 1994: 64 Variationen. Ein Stück für Stimmen, Regie: der Autor (WDR)
- 1995; Der Prozeß der Erinnerung. Ein Stück für Stimmen, Realisation: der Autor, Holger König (SFB)
- 1996: Das Buch der Träume, Regie: der Autor (NDR/DLR)
- 1996: Novalis träumt, Regie: der Autor (SWF)
- 1997: Die Wirklichkeiten unterhalten sich, Realisation: der Autor (SWF)
- 1997: Wie es ist, Komposition und Regie: der Autor (SFB/DLR)
- 1998: Die Stimmen aus dem Feuer / Live-Sendung einer inszenierten Lesung auf dem Bebelplatz, Berlin, zum 65. Jahrestag der Bücherverbrennung am 10. Mai 1998 (SFB)
- 1999: Der Eine Geist – Hommage à  Huang Bo, Regie: der Autor (SWR)
- 1999: Mindscape/Mentale Landschaft, Realisation: der Autor (DLR)
- 1999: Positionen, Regie: Ulrich Gerhardt (SWR)
- 1999: Vortex – ein akustisches Palimpsest über das XX. Jahrhundert, Komposition und Regie: der Autor (SWR/NDR)
- 2000: Auf der Suche nach dem verlorenen Bild – Eine Bewusstseinsreise (SFB)
- 2000: Das Geheul (Allen Ginsberg, deutsch von R.S.)  (RB/DLF)[14]
- 2000: Der Stein, Regie: der Autor (WDR)
- 2000: Holy Soul – Jelly Roll – Ein Versuch über Allen Ginsberg, Realisation: der Autor (RB)
- 2002: Schönheit Schönheit, was einst war. Der Reichstagsbrandstifter Marinus van der Lubbe. Komposition und Regie: der Autor (SFB/ORB/RB)
- 2002: Undeutliche Landschaft – Ein akustisches Palimpsest über 9/11, Komposition und Regie: der Autor (SWR)[15]
- 2003: Die Akademie (Kurzfassung / Kunstkopf), Regie: Ulrich Gerhardt, Komposition: Peter Michael Hamel (DLR)
- 2003: Stimmen aus dem Feuer, Komposition und Regie: der Autor (NDR/SFB/ORB)
- 2004: Epitaph (von Heimrad Bäcker) (RB/WDR)
- 2004: Durchbrüche – Hörstück nach Berichten von Nahtoderfahrungen, Regie: der Autor (RBB)
- 2005: Auschwitz. Stimmen – Eine dreiteilige Montage aus O-Ton-Mitschnitten der Verhandlungen im 1. Frankfurter Auschwitz-Prozess 1963–1965, Regie der Autor (WDR/SWR/RB)
- 2005: Biophonie Ronald Steckel zum 60. Geburtstag, Komposition und Realisation: der Autor (SWR)
- 2006: Schwerkraft & Licht – Hommage à Simone Weil, Realisation: der Autor (WDR/RBB)
- 2006: Silent Islands, Realisation: Matthias Kirschke (WDR)
- 2006: Ich bin der Ursprung von allem – Hommage à Kazimir Malevic (DLR/HR)[16]
- 2007: Vom inneren & äusseren Menschen –  Hommage à  Meister Eckhart (SWR)
- 2009: Möcht ich ein Komet sein – eine akustische Mythographie, Komposition und Regie: der Autor (RBB)[17]
- 2010: Von der Fülle & der Leere – Hommage à Johannes Tauler (SWR/RB)
- 2010: Ramana – Hommage à Ramana Maharshi, Regie: der Autor (RBB)
- 2012: Nur für Liebende  – Hommage à Dschelal ed-Din Rumi, Regie: der Autor  (RB/HR)
- 2013: Der Weltknoten, Komposition und Realisation: der Autor (RBB)
- 2013: Der Brief an Winston Smith, Regie: der Autor (nootheater/Radio Bremen)[18]
- 2015: Morgenröte im Aufgang – Hommage à Jacob Böhme / O.S.T. des gleichnamigen Films, Regie: der Autor (nootheater & Organisation zur Umwandlung des Kinos)
- 2017: Höre du blinder Mensch – ein Jacob-Böhme-Monolog, Regie: der Autor (nootheater & Organisation zur Umwandlung des Kinos)
- 2020: Vom übersinnlichen Leben – ein Jacob Böhme-Dialog (RBB/nootheater)[19]
- 2020: Betrachtungen aus der Stille – Yoshida Kenkō (nootheater & Organisation zur Umwandlung des Kinos)

## Schriften (Auswahl)
- Bewusstseinserweiternde Drogen – eine Aufforderung zur Diskussion. Herausgegeben von der Projektgruppe Edition Voltaire in der Edition Voltaire Verlags-GmbH und Co. Betriebs-KG, Berlin 1969. Reprint bei The Grüne Kraft, Löhrbach 1999, ISBN 978-3-93044-2-454.
- Herz der Wirklichkeit – Bilder einer Bewegung. Jugenddienst-Verlag, Wuppertal 1973, ISBN 3 7795 7214 1.
- Aufstand des Bewusstseins – Materialien zum neuen Menschenbild. Der Grüne Zweig 227, The Grüne Kraft, Löhrbach 2001, ISBN 3-922708-42-0.
- Gary Snyder – Schildkröteninsel. Aus dem Amerikanischen übersetzt und herausgegeben von Ronald Steckel. Stadtlichter Presse, 2006, ISBN 978-3-936271-28-7.

## Auszeichnungen und Nominierungen
- 1983: Kritikerpreis des Prix Futura 1983 (SFB/NDR/WDR) für Das Ohrenlicht
- 1985: Lobende Erwähnung des Prix Futura für Das Ohrenlicht
- 1986: Förderpreis für Medienkunst der Akademie der Künste in Berlin
- 1989: 1. Preis der 1. Arte Acustica / Makrophon, Stettin, Polen für Der neue Berliner Totentanz
- 1994: 2. Preis der 4. Arte Acustica / Makrophon, Breslau, Polen für Aurora oder Morgenröte im Aufgang
- 2002: Lobende Erwähnung der Deutschen Akademie der Darstellenden Künste für Undeutliche Landschaft
- 2004: Hörspiel des Monats für Epitaph
- 2010: Lobende Erwähnung der Deutschen Akademie der Darstellenden Künste für Von der Fülle und der Leere
- 2013: Nominierung Deutscher Hörspielpreis für Der Weltknoten
- 2015: Nominierung Deutscher Hörspielpreis für  Der Brief an Winston Smith
- 2016: Deutscher Filmgeist Preis für den Film Morgenröte im Aufgang – hommage à Jacob Böhme von Ronald Steckel, Max Hopp, Klaus Weingarten und Jan Korthäuer[20]
- 2016: Rosa Mars Filmpreis  für den Film Morgenröte im Aufgang – hommage à Jacob Böhme[21]